# Lindsey Sporrer
Lindsey Sporrer (Ames, 20 febbraio 1992) è un'attrice statunitense.

## Filmografia

### Cinema
- Starting from Scratch, regia di James Huang (2013)
- Il fidanzato di mia sorella (Some Kind of Beautiful), regia di Tom Vaughan (2014)
- Blue Mountain State: The Rise of Thadland, regia di Lev L. Spiro (2016)
- Terror Birds, regia di Sean Cain (2016)
- Limelight (2017)

### Televisione
- The Defenders – serie TV, 1 episodio (2011)
- Castle – serie TV, episodio 3x21 (2011)
- Franklin & Bash – serie TV, 1 episodio (2011)
- Hair Battle Spectacular – serie TV, 1 episodio (2011)
- Lazy Me – serie TV, (2012)
- Jimmy Kimmel Live! – serie TV, 1 episodio (2012)
- Vegas – serie TV, 1 episodio (2012)
- #TheAssignment – serie TV, 4 episodi (2013)
- Lying for a Living – serie TV, 1 episodio (2013)